# Svindlande affärer (TV-serie)

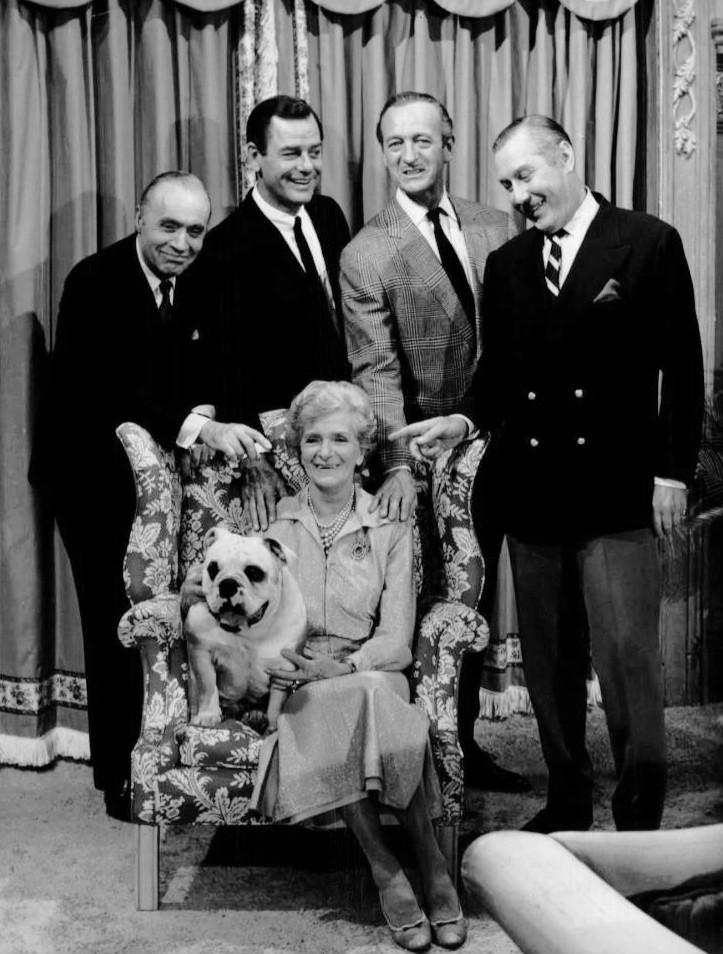
De medverkande skådespelarna vid premiären 1964, från vänster: Charles Boyer, Gig Young, David Niven, Robert Coote och Gladys Cooper.

Svindlande affärer (originaltitel: The Rogues) är en amerikansk TV-serie från 1964–1965. Totalt producerades 30 entimmesavsnitt. 
Serien kretsar kring en framgångsrik internationell familj av gentlemannatjuvar vars specialtet är att stjäla från förmögna brottslingar. I centrum står kusinerna Marcel St. Clair (Charles Boyer) från Frankrike, Alexander "Alec" Fleming (David Niven) från England och amerikanen Tony Fleming (Gig Young), och varje avsnitt fokuserar vanligen på en av dessa tre. 
Serien inkluderade ytterligare flera släktingar, däribland de återkommande karaktärerna faster Margaret (Gladys Cooper), Timmy Fleming (Robert Coote) och Mark Fleming (Larry Hagman). Även Walter Matthau, Everett Sloane, George Sanders och Telly Savalas gjorde gästspel i serien.
Duon bakom serien, Ivan Goff och Ben Roberts, skulle senare bli mer kända som skapare av kriminalserien Charlies änglar (1976–1981).